# Tanacetum lanuginosum
Tanacetum lanuginosum là một loài thực vật có hoa trong họ Cúc. Loài này được Sch.Bip. & Herder miêu tả khoa học đầu tiên năm 1863.